# Hendrik van der Goot

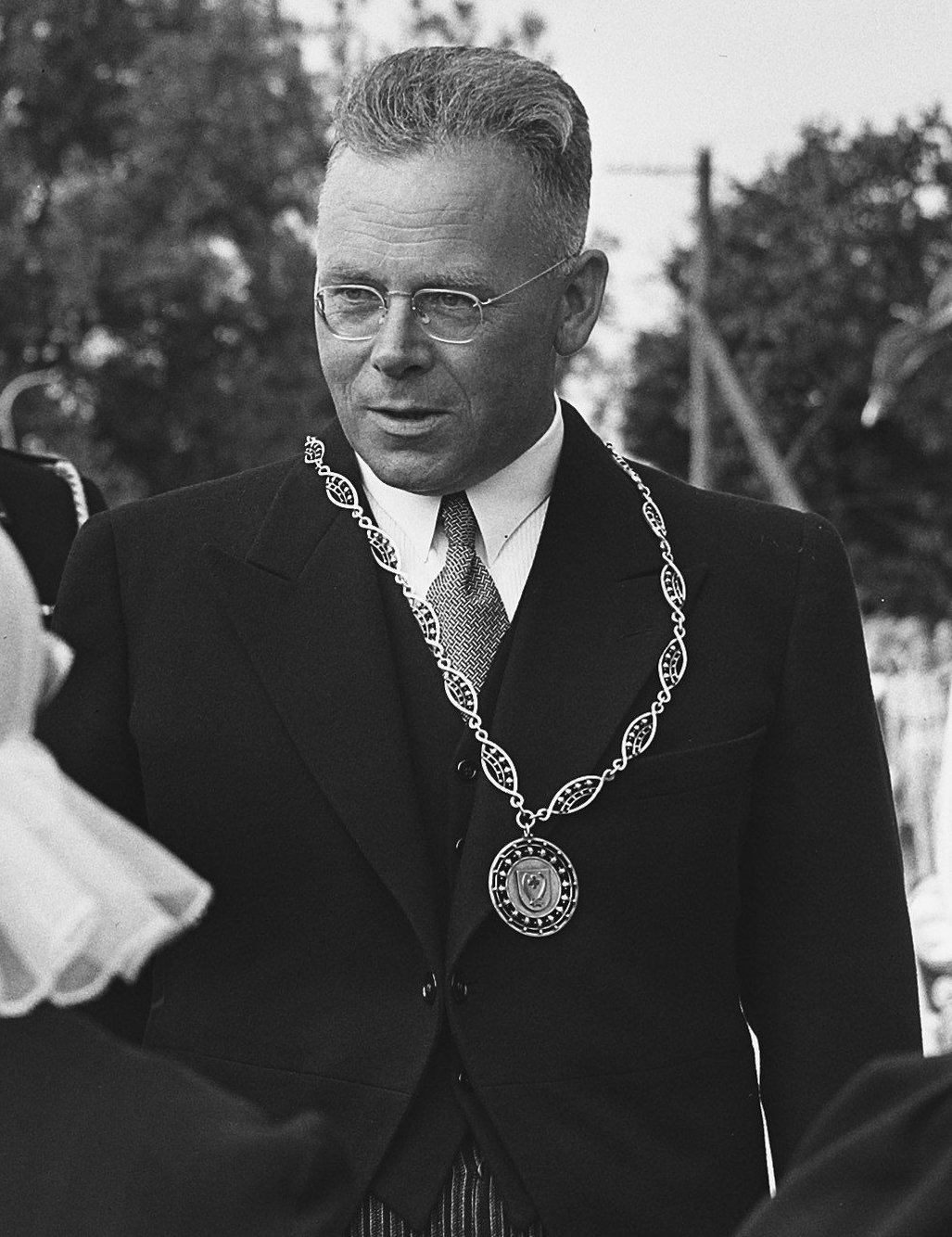
Burgemeester H. van der Goot (1953)

Hendrik van der Goot (Amsterdam, 1 januari 1903 – Utrecht, 26 juni 1972) was een Nederlands politicus van de PvdA.
Hij werd geboren als zoon van schipper Marten van der Goot (1876-1966) en Fockje Hoeksma (1875-1956). H. van der Goot was nog maar 14 jaar toen hij, aanvankelijk als volontair, ging werken bij de gemeentesecretarie van Edam. In 1927 maakte hij de overstap naar de gemeente Blaricum waar hij het bracht tot hoofdcommies en waarnemend gemeentesecretaris. Begin 1949 werd Van der Goot de burgemeester van Giethoorn. Hij ging daar in 1968 met pensioen en overleed in 1972 op 69-jarige leeftijd.